# Karhakkajärvet
Karhakkajärvet är en sjö i Kiruna kommun i Lappland och ingår i Torneälvens huvudavrinningsområde. Sjön har en area på 0,0444 kvadratkilometer och ligger 348,9 meter över havet.

## Delavrinningsområde
Karhakkajärvet ingår i det delavrinningsområde (758710-179035) som SMHI kallar för Mynnar i Paittasjoki. Medelhöjden är 349 meter över havet och ytan är 19,62 kvadratkilometer. Det finns inga avrinningsområden uppströms utan avrinningsområdet är högsta punkten. Riipijoki som avvattnar avrinningsområdet har biflödesordning 4, vilket innebär att vattnet flödar genom totalt 4 vattendrag innan det når havet efter 391 kilometer. Avrinningsområdet består mestadels av skog (55 procent) och sankmarker (44 procent). Avrinningsområdet har 0,13 kvadratkilometer vattenytor vilket ger det en sjöprocent på 0,7 procent.